# Can Claramont
Can Claramont és una obra d'Amer (Selva) inclosa a l'Inventari del Patrimoni Arquitectònic de Catalunya.

## Descripció
Edifici entre mitgeres, de dues crugies, de tres plantes i coberta de doble vessant a façana situat al costat sud de la plaça de la Pietat. Les obertures són rectangulars i està arrebossada i pintada de color ocre clar, a excepció de la porta principal, que té els marcs de pedra sorrenca.
La planta baixa consta d'un sòcol arrebossat, de textura granelluda i pintat de gris, d'un portal i d'una finestra. El portal d'entrada, emmarcat de pedra sorrenca i amb una gran llinda monolítica, és, amb l'estructura, l'evidència actual de l'antiga casa.
El primer pis conté un balcó amb barana de ferro i base monolítica i una finestra fets d'obra de ciment i rajola. El segon pis presenta dos balcons individuals, amb base de ciment i rajola i barana senzilla de ferro. El ràfec de la cornisa és de dues fileres de motllures d'obra de ciment.